# Goldenport Park Circuit
Het Goldenport Park Circuit is een permanent circuit in Jinzhanxiang in het Chaoyang District nabij Peking, China en is ontworpen door de Australiër Michael McDonough. Het circuit is geopend in december 2001.
Het circuit heeft een raceweekend van het China Circuit Championship (CCC) en een raceweekend van het China Superbike Championship (CSBK) georganiseerd. Ook werd het circuit gebruikt als vervanger van het Autódromo Internacional de Curitiba van de FIA GT1 in 2011.
In 2014 dient het circuit als gastheer van een van de twee raceweekenden in China van het World Touring Car Championship, nadat de race op de Sonoma Raceway was afgelast omdat er niet genoeg tijd was om de auto's van het vorige raceweekend ophet Autódromo Termas de Río Hondo naar Sonoma te verschepen.
Het circuit heeft een breedte van 12 tot 20 meter en is gehomologeerd door de FIA in de vierde klasse met twee hoofdtribunes en 25 pitgarages. Het circuit heeft een glad oppervlak en weinig grip op sommige plaatsen.